# Военновъздушни сили на Русия
Военновъздушните сили на Руската федерация (на руски: Военно-воздушные силы России) представляват въздушното крило на въоръжените сили на Русия. Обособени са от съветските ВВС през 1992 година, когато е основано и министерството на отбраната на Русия.
Военноморските сили имат собствена авиация – Авиация на ВМС, които използват част от опознавателните знаци на ВВС, но са отделна част в състава на въоръжените сили.

## История
След разпадането на СССР съветските военновъздушни сили са поделени между съставните републики. Генерал Пьотр Дейнекин, бивш заместник-главнокомандващ на ВВС на СССР, е избран да оглави руските ВВС. Русия получава по-голямата част от съветското оборудване и 80% от личния състав. Част от оборудването, като например бомбардировачите Ту-160 в Украйна, са върнати на Русия в замяна на намаляване на дълга на републиките. През 1990-те години финансовата криза в страната се отразява и на въоръжените сили. В този период около 40% от авиобазите остават без поддръжка, а персоналът не получава заплати с месеци.
През 1998 година ПВО, дотогава отделна организация, е включено в състава на ВВС. Тази реорганизация става причина да бъдат съкратени 580 поделения, 134 да бъдат реорганизирани, и около 600 да сменят юрисдикцията си. Преместванията засягат 95% от самолетите, 98% от вертолетите, 93% от зенитно-ракетните системи, 95% от оборудването на радиотехническите войски, 100% от останалите противовъздушни комплекси и 60% от въоръженията. Общо 600 000 тона военни материали и 3500 летателни апарата сменят местоположението си, а около 40 000 семейства се преместват в други части на страната. Близо 123 500 позиции във ВВС са съкратени, вкл. почти 1000 полковници. На 29 декември 1998 за нов главнокомандващ е избран Анатоли Корнуков. Новият щаб е преместен в Заря, близо до Балашиха, на 20 километра северно от Москва, където се намира и централното командване на противовъздушната отбрана на ОНД.
Въпреки значителното увеличаване на военния бюджет след 2000 година, руските пилоти продължават да летят по-малко от средното за НАТО и други страни. През 2007 година годишният нальот на пилотите от тактическата авиация е бил 25 часа, на 61-ва армия – 60 часа и на армейската авиация – 55 часа.
През август 2007 след 15-годишно прекъсване са възстановени редовните полети на стратегически бомбардировачи. Патрулите са с маршрут над Тихия и Атлантическия океан, към Северния полюс и в Ирландско море между Великобритания и Ирландия.
През 2009 година има нова реорганизация на ВВС, с 40% съкращение на състава. В същия период Русия започва модернизация на далекобойните си бомбардировачи, ремонт на част от изтребителния парк (най-вече МиГ-29) и поръчва нови самолети. През септември 2009 е активирана и източноевропейската система за ПВО и ПРО на ОНД, разположена в Русия и Беларус. Системата защитава най-вече военни цели в т.нар. Съюзна държава. През юли 2010 са възстановени и редовните изтребителни патрули от европейска Русия до Далечния изток.
През 2010 се увеличава и годишният нальот на пилотите – 80 часа за тактическата авиация и над 100 часа за армейската и транспортната авиация.

До края на 2019 г. се очаква да бъде приет на въоръжение новият изтребител от 5-о поколение Су-57.

## Структура
Във ВВС на Руската федерация съществуват следните родове войски:
- Авиация
  - Далекобойна
  - Военно-транспортна
  - Фронтова
  - Армейска
- Зенитно-ракетни войски
- Радиотехнически войски
- Специални войски

1. Части на централно подчинение на командването на ВВС:

132-ро централно съединение за свръзка, Балашиха (Московска област)
8-а специална авиационна дивизия – Чкаловски
2457-а авиобаза със самолети за далечно радиолокационно откриване и управление – Иваново
929-и държавен летателно-изпитателен център – Ахтубинск
4-ти център за бойно обучение и преобучение на летателния състав – Липецк
968-и Севастополски смесен инструктурско-изследователски авиационен полк – Липецк
3958-а Керченска авиационна база – Саваслейка
4020-а база на авиационния резерв – Липецк
185-и център за бойна подготовка – Астрахан
344-ти център за бойно обучение и преобучение на летателния състав на армейската авиация – Торжок
924-ти център за бойно обучение и преобучение на летателния състав на частите с безпилотни летателни апарати – Егоревск
Руски държавен научноизследователски изпитателен център за подготовка на космонавти – Звездно градче
1. Оперативно-тактическо командване на въздушно-космическата отбрана
2. 1-во командване на ВВС и ПВО – Санкт Петербург
3. 2-ро командване на ВВС и ПВО – Новосибирск
4. 3-то командване на ВВС и ПВО – Хабаровск
5. 4-то командване на ВВС и ПВО – Ростов на Дон
6. 37-а въздушна армия
7. Командване на военно-транспортната виация

## Оборудване
Към 2010 година Русия разполага с общо 2795 самолета и вертолета в активна експлоатация, което прави военновъздушните ѝ сили вторите по големина в света.

### Самолети
| Самолет                         | Снимка      | Произход     | Тип                                             | Вариант                       | На въоръжение | Бележки                                                 |
| Изтребители                     | Изтребители | Изтребители  | Изтребители                                     | Изтребители                   | Изтребители   | Изтребители                                             |
| ------------------------------- | ----------- | ------------ | ----------------------------------------------- | ----------------------------- | ------------- | ------------------------------------------------------- |
| Су-27                           |             | СССР         | Въздушно превъзходство                          | Су-27С/Су-27СМСу-27СМ3Су-27УБ |               |                                                         |
| Су-30                           |             | Русия        | Многоцелеви изтребител                          | Су-30Су-30М2                  | 455           | (Цифрата включва всички Су-27, Су-30); 4 Су-30 поръчани |
| Су-35                           |             | Русия        | Многоцелеви изтребител / въздушно превъзходство | Су-35Су-35С                   | 48            | 50 поръчани Су-35 (2016)                                |
| МиГ-29                          |             | СССР         | Многоцелеви изтребител                          | МиГ-29МиГ-29УБМиГ-29СМТ       | 490           |                                                         |
| МиГ-31                          |             | СССР         | Изтребител-прехващач                            | МиГ-31МиГ-31БМ                | 400           |                                                         |
|                                 |             |              |                                                 |                               | 1400          |                                                         |
| Щурмовици и леки бомбардировачи |             |              |                                                 |                               |               |                                                         |
| Су-24                           |             | СССР         | Бомбардировач                                   | Су-24МСу-24М2                 | 515           |                                                         |
| Су-34                           |             | Русия        | Бомбардировач                                   | Су-34                         | 100           | 55 поръчани                                             |
| Су-25                           |             | СССР         | Щурмовик                                        | Су-25Су-25УБСу-25СМСу-25Т     | 280           |                                                         |
|                                 |             |              |                                                 |                               | 800           |                                                         |
| Стратегически бомбардировачи    |             |              |                                                 |                               |               |                                                         |
| Ту-22М                          |             | СССР         | Стратегически бомбардировач                     | Ту-22М3                       | 93            |                                                         |
| Ту-95                           |             | СССР         | Стратегически бомбардировач                     | Ту-95МС                       | 64            |                                                         |
| Ту-160                          |             | СССР         | Стратегически бомбардировач                     | Ту-160                        | 19            | 14 поръчани                                             |
|                                 |             |              |                                                 |                               | 173           |                                                         |
| Патрулни, Разузнавателни, ДРЛОУ |             |              |                                                 |                               |               |                                                         |
| Антонов Ан-30                   |             | СССР         | Военноморски патрул                             | Ан-30                         | 1             |                                                         |
| Антонов Ан-30                   |             | СССР         | Разузнавателен                                  | Ан-30                         | 8             |                                                         |
| Антонов Ан-72                   |             | СССР         | Военноморски патрул                             | Ан-72                         | 1             |                                                         |
| Ил-76                           |             | СССР         | ДРЛОУ                                           | Бериев А-50                   | 26            |                                                         |
| Ил-76                           |             | СССР         | Команден                                        | Ил-76                         | 1             |                                                         |
| Ил-80                           |             | СССР         | Команден                                        | Ил-80                         | 4             |                                                         |
|                                 |             |              |                                                 |                               | 41            |                                                         |
| Въздушни цистерни               |             |              |                                                 |                               |               |                                                         |
| Ил-78                           |             | СССР         | Въздушна цистерна                               | Ил-78                         | 20            |                                                         |
|                                 |             |              |                                                 |                               | 20            |                                                         |
| Транспортни                     |             |              |                                                 |                               |               |                                                         |
| Антонов Ан-12                   |             | СССР         | Транспортен                                     | Ан-12                         | 140           |                                                         |
| Антонов Ан-24 Антонов Ан-26     |             | СССР         | Транспортен                                     | Ан-24/Ан-26                   | 76            |                                                         |
| Антонов Ан-30                   |             | СССР         | Транспорт                                       | Ан-30                         | 2             |                                                         |
| Антонов Ан-72                   |             | СССР         | Транспортен                                     | Ан-72/Ан-74                   | 39            |                                                         |
| Антонов Ан-124                  |             | СССР         | Транспортен                                     | Ан-124An-124-150              | 2             | 20 поръчани                                             |
| Антонов Ан-140                  |             | Русия        | Транспортен                                     | Ан-140                        | 0             | 1 поръчан                                               |
| Илюшин Ил-62                    |             | СССР         | Транспортен                                     | Ил-62                         | 3             |                                                         |
| Илюшин Ил-76                    |             | СССР         | Транспортен                                     | Ил-76МД                       | 175           | 2 поръчани                                              |
| Let L-410 Turbolet              |             | Чехословакия | Транспортен                                     | L-410                         | 7             |                                                         |
| Туполев Ту-134                  |             | СССР         | Транспортен                                     | Ту-134                        | 11            |                                                         |
| Туполев Ту-154                  |             | СССР         | Транспортен                                     | Ту-154                        | 4             |                                                         |
| Яковлев Як-40                   |             | СССР         | Транспортен                                     | Як-40                         | 1             |                                                         |
|                                 |             |              |                                                 |                               | 466           |                                                         |
| Учебни и учебно-боеви           |             |              |                                                 |                               |               |                                                         |
| Яковлев Як-130                  |             | Русия        | Учебен                                          | Як-130                        | 50            | 5 поръчани                                              |
| Aero L-39 Albatros              |             | Чехословакия | Учебен                                          | L-39                          | 527           |                                                         |
| Туполев Ту-134                  |             | СССР         | Учебен                                          | Ту-134                        | 3             |                                                         |
|                                 |             |              |                                                 |                               | 33            |                                                         |

4000 самолета

### Вертолети
| Вертолет           | Снимка    | Произход  | Тип                | Вариант                      | На въоръжение | Бележки                                           |
| Вертолети          | Вертолети | Вертолети | Вертолети          | Вертолети                    | Вертолети     | Вертолети                                         |
| ------------------ | --------- | --------- | ------------------ | ---------------------------- | ------------- | ------------------------------------------------- |
| Камов Ка-28        |           | СССР      | Транспортен        | Ка-28                        | 2             |                                                   |
| Камов Ка-29        |           | СССР      | Транспортен        | Ка-29                        | 21            |                                                   |
| Камов Ка-52        |           | Русия     | Щурмови            | Ка-52                        | 10            | Използва се от специалните части, още 20 поръчани |
| Мил Ми-8 Мил Ми-17 |           | СССР      | Среден транспортен | Ми-8 Ми-8МТВ-5 Ми-8АМТШМи-17 | 183           |                                                   |
| Мил Ми-24 Ми-35    |           | СССР      | Щурмови            | Ми-24ВМи-24ПНМи-35           | 365           |                                                   |
| Мил Ми-26          |           | СССР      | Тежък транспортен  | Ми-26                        | 30            |                                                   |
| Мил Ми-28          |           | Русия     | Щурмови            | Ми-28Н                       | 50            | 40 поръчани                                       |
| Камов Ка-226       |           | Русия     | Транспортен        | Ка-226Т                      | 3             |                                                   |
| Казан Ансат        |           | Русия     | Учебен             | Ансат-У                      | 0             | 40 поръчани                                       |
|                    |           |           |                    |                              | 970           |                                                   |

970 вертолета

### ПВО
- С-300 – 2100 (1900 установки С-300ПМУ и 200 С-300В)[15]
- С-400 – 72[16]